# Ушково (Новосибирская область)
Ушково — село в Куйбышевском районе Новосибирской области. Входит в состав Чумаковского сельсовета. 

## География
Площадь села — 100 гектаров.

## Население
| 2002 | 2007 | 2010 |
| ---- | ---- | ---- |
| 611  | ↗614 | ↘512 |

## Инфраструктура
В селе по данным на 2007 год отсутствует социальная инфраструктура.